# Dodge Neon
Der Dodge Neon ist ein von Anfang 1994 bis Spätsommer 2005 vom US-amerikanischen Automobilhersteller Chrysler gebautes Modell der unteren Mittelklasse. Ab 2016 wurde die Stufenheck-Version des Fiat Tipo auf einigen Märkten wieder als Dodge Neon verkauft.
Die erste Modellreihe wurde von Januar 1994 bis August 1999 gebaut, die zweite von August 1999 bis September 2005. Die Ablösung erfolgte Anfang 2006 durch den Dodge Caliber.
Der Plymouth Neon war das vollständig baugleiche Schwestermodell; im Export wurde der Neon als Chrysler Neon bezeichnet (für ausführlichere Angaben siehe dort). Im Folgenden wird der Neon des US-Marktes behandelt.

## Neon (1994–1999)
Anfang 1994 debütierte der Dodge/Plymouth Neon als Nachfolger des Dodge Shadow bzw. des Plymouth Sundance als Modell 1995. Kennzeichen war das Design im sogenannten Cab-Forward-Design mit langem Radstand, nach vorne gerücktem Passagierabteil und kurzer Motorhaube.
Zur Markteinführung stand nur die Limousine zur Verfügung, das Coupé folgte im Herbst 1994. Zur Auswahl standen das Basismodell (nur als Viertürer), der Neon Highline und der Neon Sport. Alle Varianten besaßen serienmäßig einen Zweiliter-Vierzylinder (98 kW/133 PS) mit obenliegender Nockenwelle, lediglich im Neon Sport Coupe wurde grundsätzlich die ansonsten aufpreispflichtige DOHC-Version (110 kW/150 PS) der Maschine verbaut. Die Kraftübertragung erfolgte über Fünfgangschaltgetriebe oder eine auf Wunsch erhältliche Dreigangautomatik.
Im Modelljahr 1996 gab es das Coupé auch in Basisausführung und für den Neon Highline kam ein Expresso-Paket ins Programm, das spezielle Zierstreifen und eine Motorhaube mit kraftversprechender Hutze beinhaltete. Der SOHC-Zweiliter war nun durchgängig in allen Modellen, auch im Sport-Coupé, Serie. 1997 entfiel die Ausstattungslinie Sport und wurde durch ein Sport-Paket ersetzt, das für Highline-Modelle gegen Mehrpreis lieferbar war.
In den Modelljahren 1998 und 1999 fächerte sich das Neon-Programm in die Versionen Neon Highline, Neon Sport und Neon R/T auf, letzterer in Sonderfarben und mit betont sportlicher Ausstattung. Bei Plymouth hießen die Ausstattungsstufen Highline, Expresso und Style, wobei der Style nur als Viertürer erhältlich und kein Gegenstück zum R/T, sondern eine komfortbetonte Variante darstellte. Der relativ laute Zweiliter wurde zum gleichen Zeitpunkt in Hinsicht auf geringere Laufgeräusche und Vibrationen überarbeitet.
Von 1996 bis 1999 gab es überdies einen Neon ACR als Basismodell für den Rennsport.
Vom Neon der ersten Generation entstanden (ohne 1999) insgesamt 910.000 Stück.

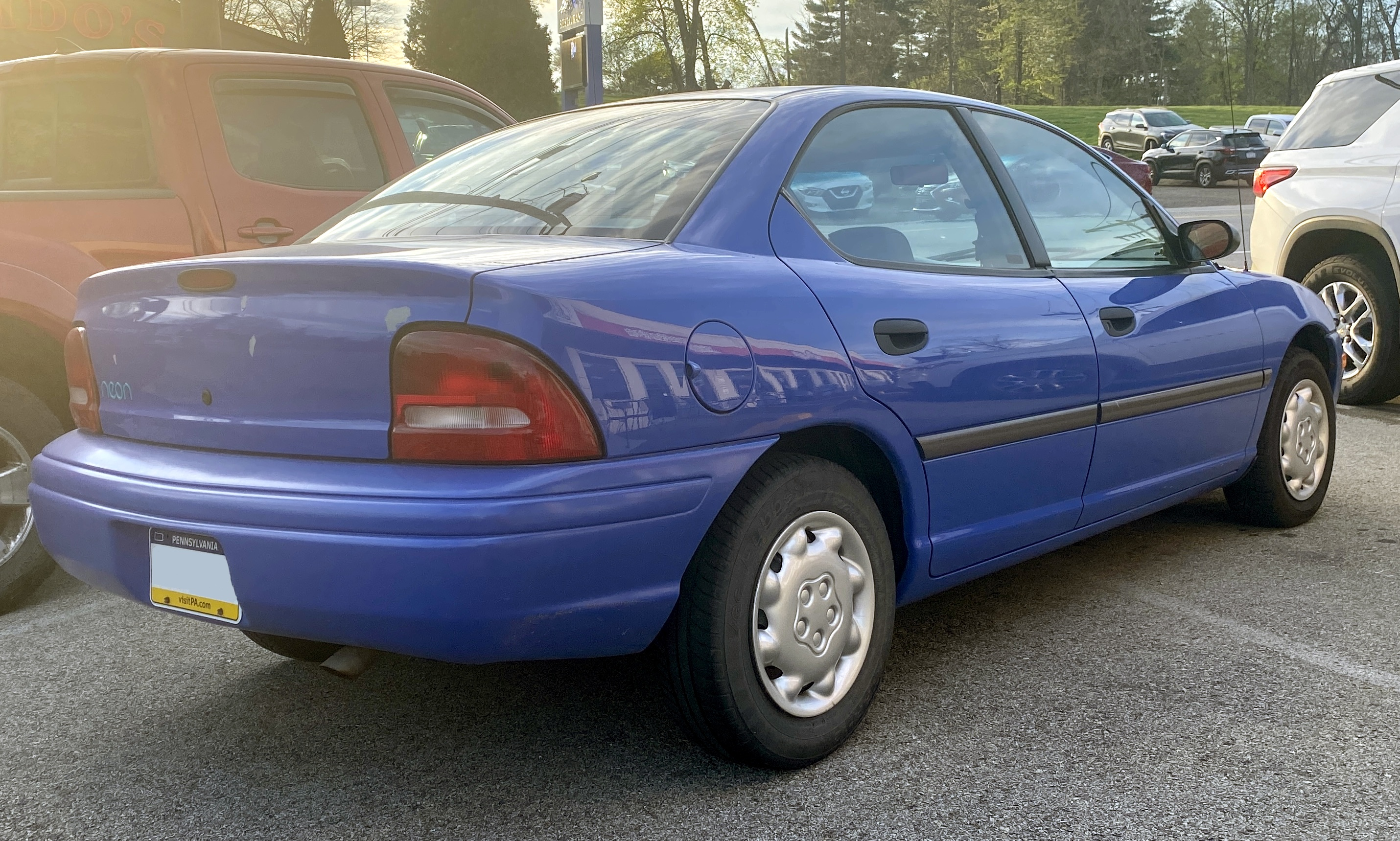
Heckansicht
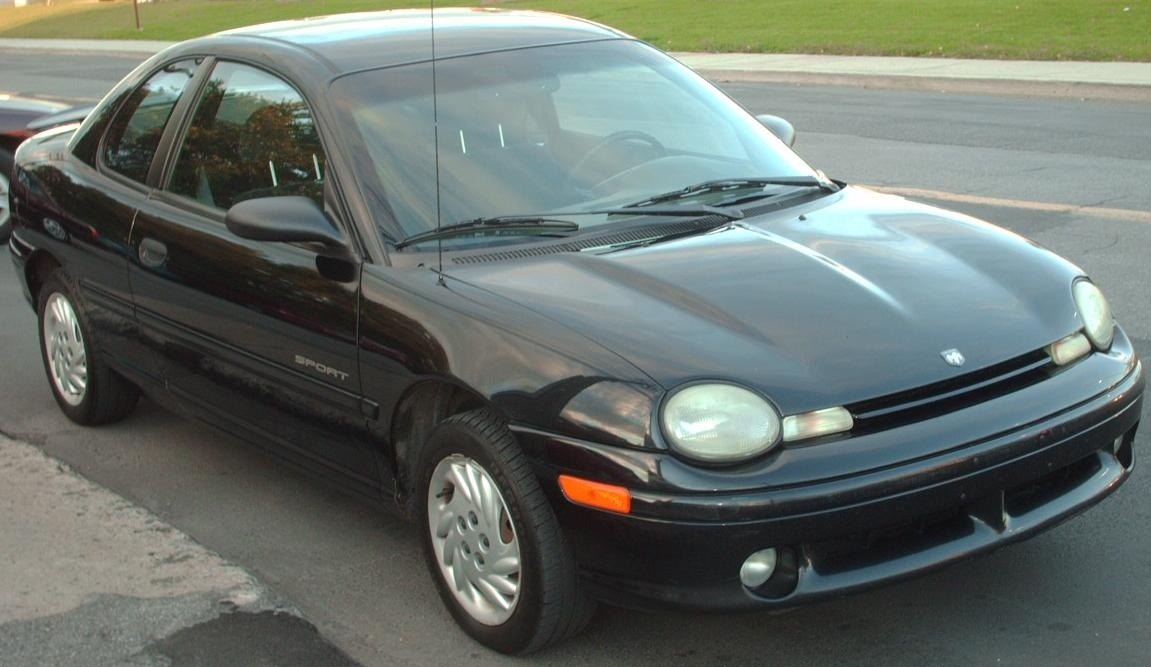
Dodge Neon Coupé (1994–1999)
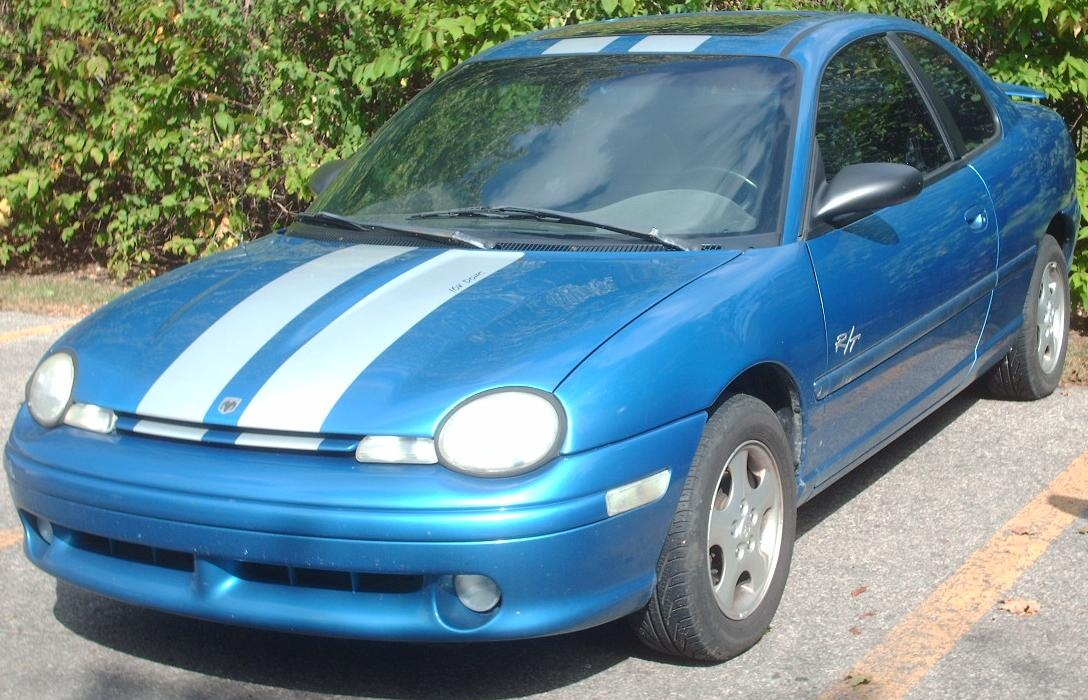
Dodge Neon Coupé R/T (1997–1999)
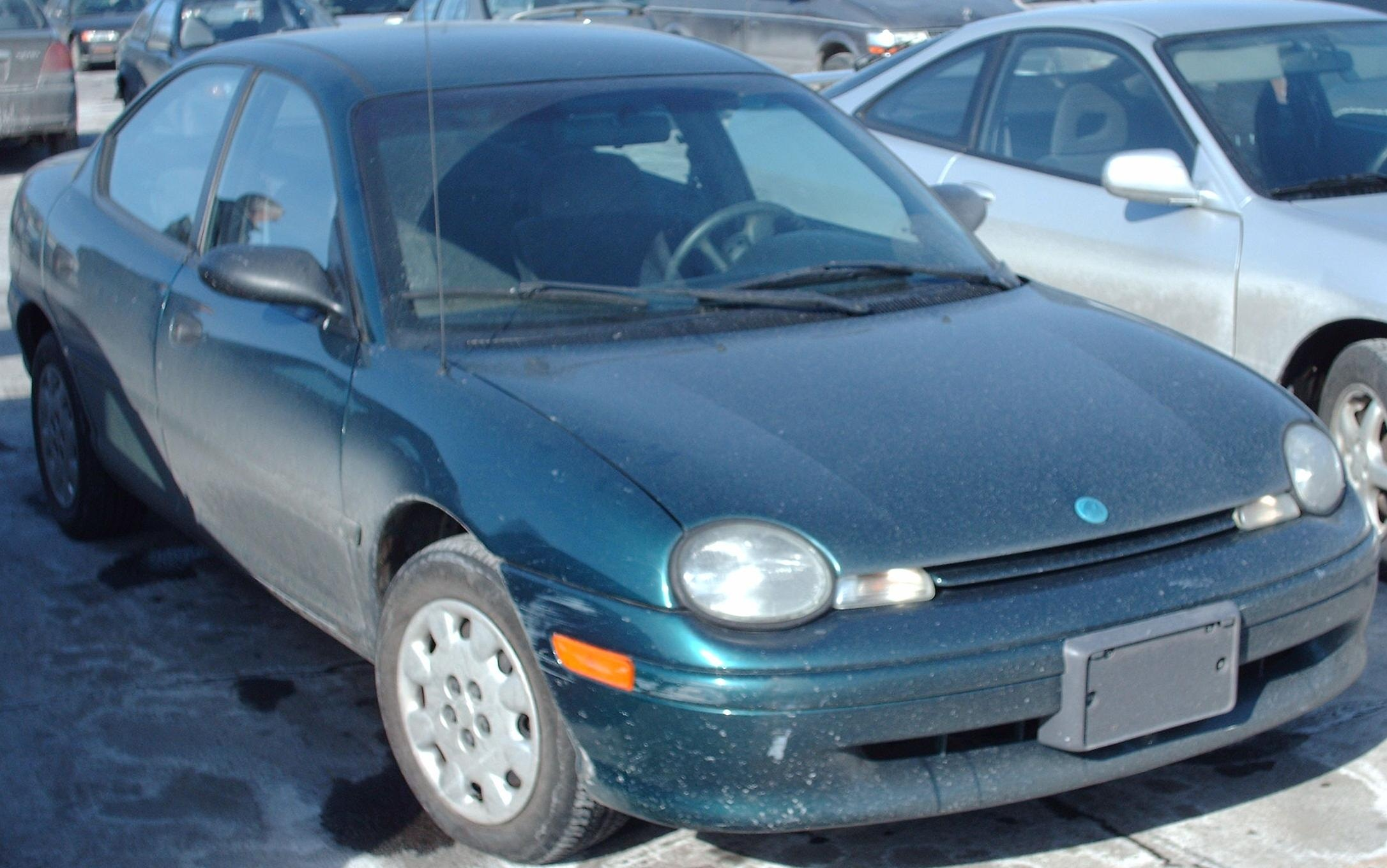
Plymouth Neon

## Neon (1999–2005)
In der zweiten Generation wurde der Dodge Neon nur noch als viertürige Limousine produziert. Fortan standen Vierzylindermotoren mit 1,6 und 2,0 Litern Hubraum, sowie die Top-Version 2,4 L Turbo zur Verfügung. Letztere wurde offiziell unter der Bezeichnung Dodge Neon SRT-4 verkauft. Der Dodge Neon wurde in Deutschland unter dem Markennamen Chrysler Neon angeboten.
Im Spätsommer 2005 wurde die Produktion des Neon eingestellt, als Nachfolger kam im Frühjahr 2006 der Dodge Caliber auf den Markt.
Im August 1999 wurde der Neon der zweiten Generation auf leicht längerem Radstand als Dodge bzw. Plymouth Neon präsentiert. Der Innenraum fiel etwas geräumiger aus, und die Motoren gewannen wiederum etwas an Laufkultur.
Zu Beginn gab es den neuen Neon nur mit dem 98 kW (133 PS) starken Zweiliter-Motor, dem zum Modelljahr 2001 eine 112 kW (152 PS) starke Variante mit variablem Ansaugtrakt zur Seite gestellt wurde (als Ersatz für den nicht mehr verwendeten DOHC-Motor). Zur gleichen Zeit wurde die Dreigangautomatik durch eine viergängige ersetzt und der Neon R/T der zweiten Generation wurde auf den Markt gebracht.

### Modellpflege
Zum Modelljahr 2003 erhielt der Neon, den es seit der Einstellung der Marke Plymouth im Jahr 2001 nur noch als Dodge gab, im Herbst 2002 ein Facelift mit Dodge-typischem Kühlergrill mit sich kreuzenden Streben.
Als eigenständiges, wenngleich auf dem Neon aufbauendes Modell, wurde von 2003 bis 2005 die Hochleistungsvariante Dodge SRT-4 vermarktet. Dabei handelte es sich um ein sehr leistungsstarkes Neon-Derivat mit zunächst 160 kW (218 PS), ab Modelljahr 2004 mit 171 kW (233 PS), bei 1300 Kilogramm Masse.
Ende September 2005 lief der letzte Neon vom Band.

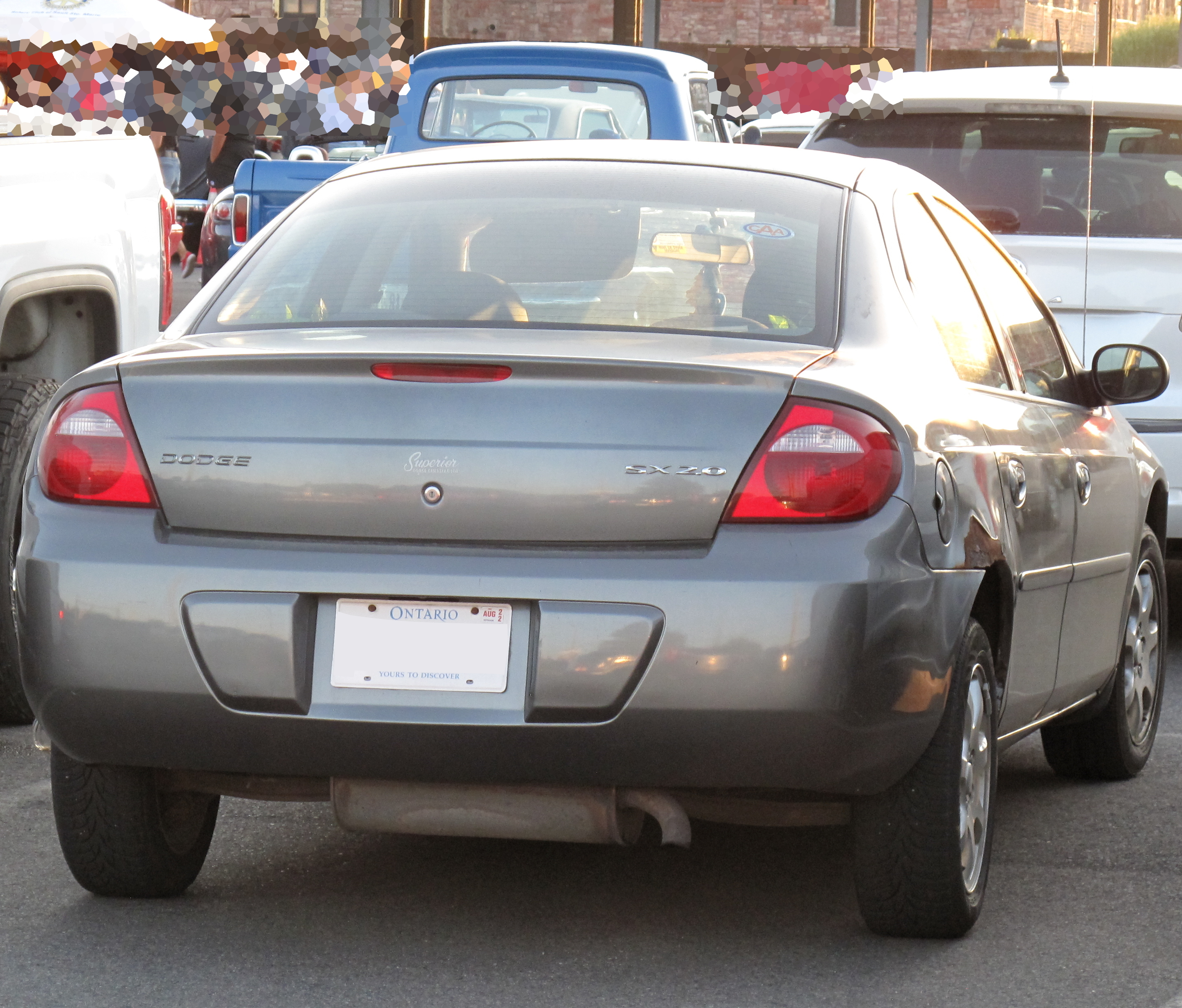
Heckansicht
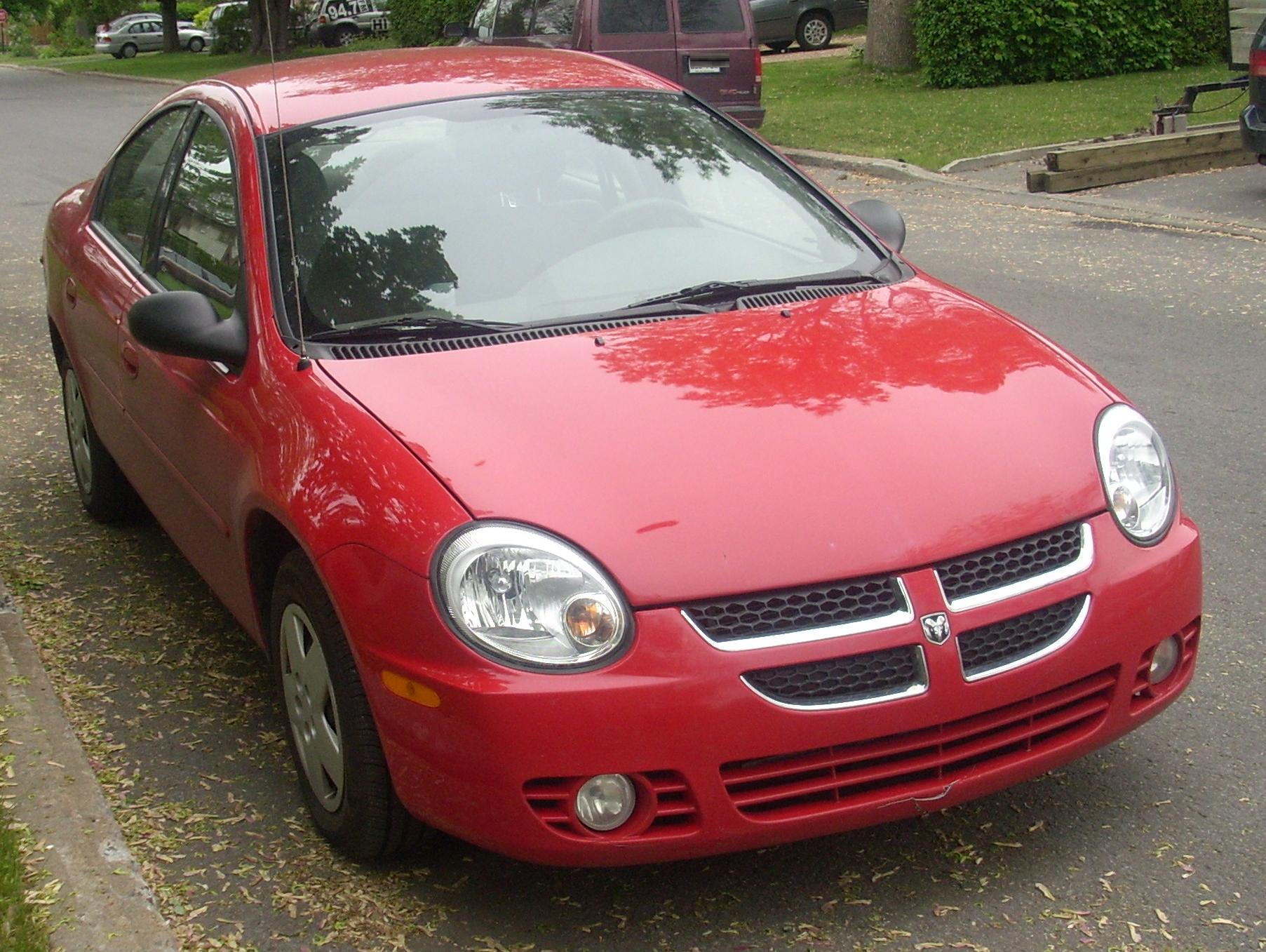
Dodge Neon (2002–2005)
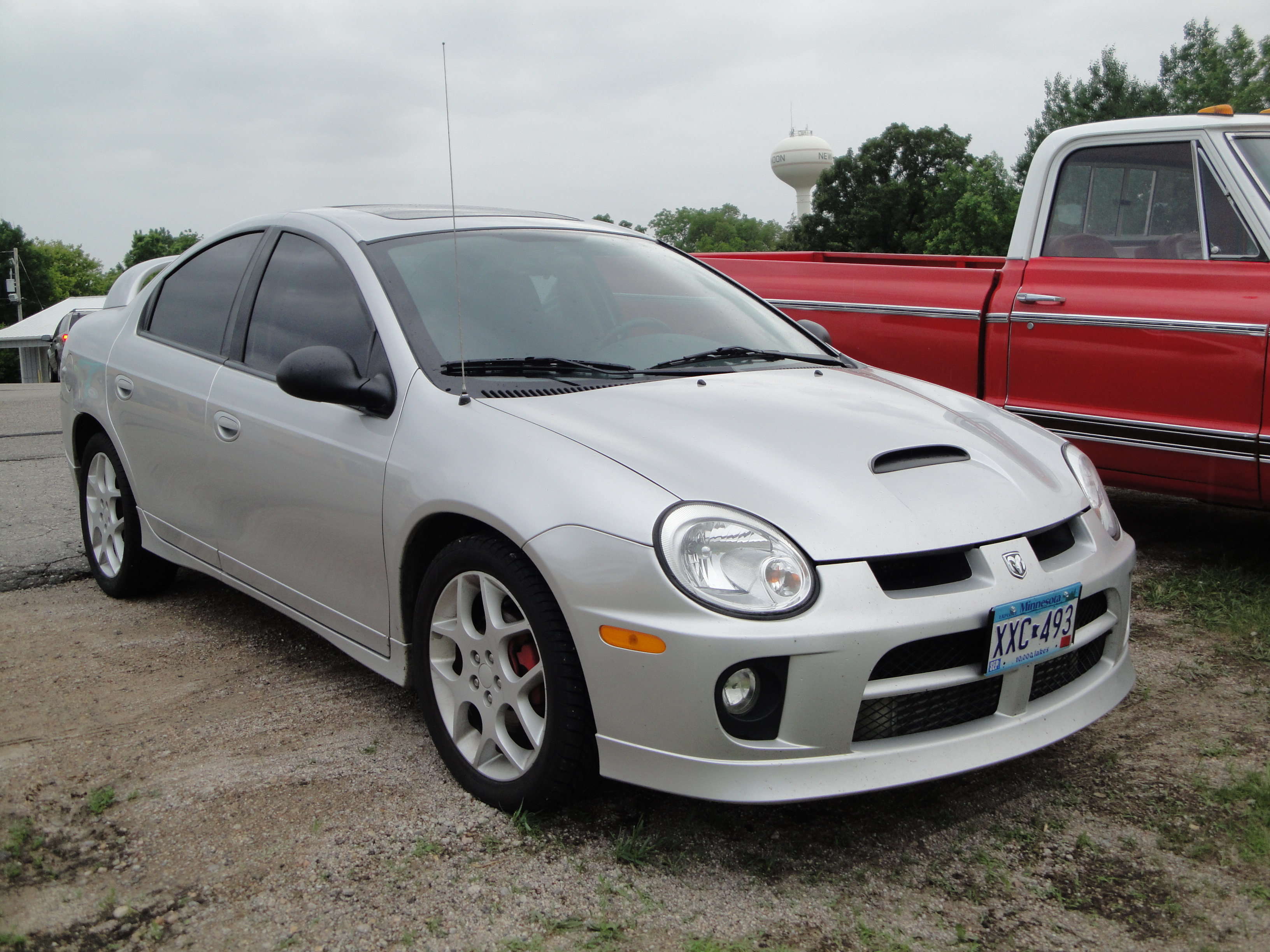
Dodge SRT-4 (2003–2005)
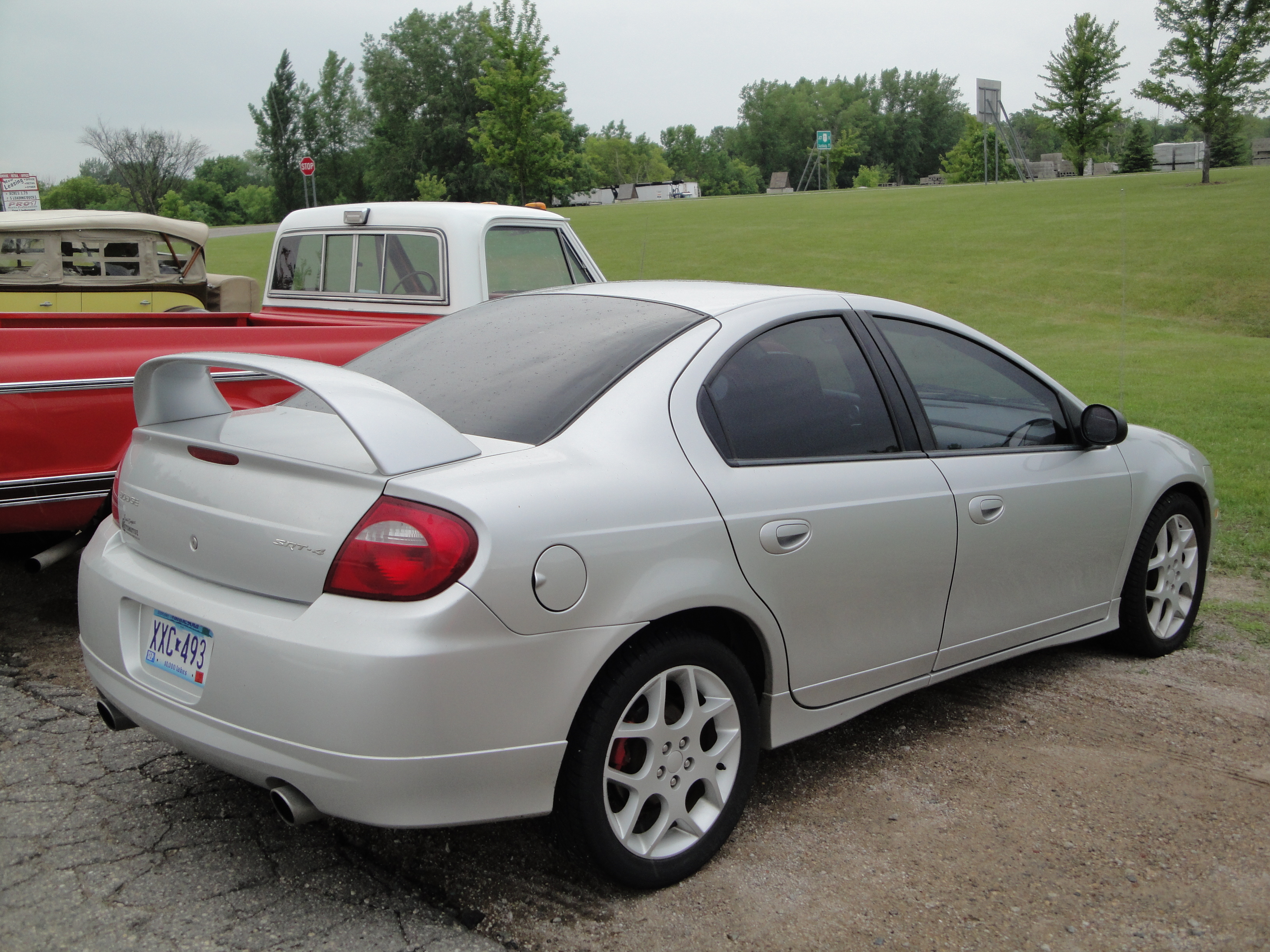
Heckansicht

## Neon (2016–2021)
Die dritte Generation entspricht der Stufenheck-Version des in Bursa in der Türkei gebauten Fiat Tipo. Sie wurde auf einigen Märkten wie beispielsweise im mittleren Osten oder in Mexiko verkauft. Ursprünglich war vorgesehen, das Fahrzeug auch in Nordamerika unter diesem Namen zu vertreiben. Der Rückgang der Nachfrage nach Pkw in dieser Größenklasse führte aber zur Aufgabe dieses Planes, zumal die Hauptwettbewerber den Chevrolet Cruze und den Ford Focus auch aus ihrem Angebot in Nordamerika gestrichen haben.

### Technische Daten
| Kenngrößen                                  | 1.6                         |
| Bauzeitraum                                 | 2016–2021                   |
| Motorkenndaten                              |                             |
| Motortyp                                    | R4-Ottomotor                |
| Hubraum                                     | 1598 cm³                    |
| max. Leistung                               | 81 kW (110 PS) bei 5500/min |
| max. Drehmoment                             | 152 Nm bei 4500/min         |
| Kraftübertragung                            |                             |
| Antrieb, serienmäßig                        | Vorderradantrieb            |
| Getriebe, serienmäßig                       | 6-Gang-Automatikgetriebe    |
| Messwerte                                   |                             |
| Höchstgeschwindigkeit                       | 192 km/h                    |
| Beschleunigung, 0–100 km/h                  | 11,2 s                      |
| Kraftstoffverbrauch auf 100 km (kombiniert) | 6,3 l Super                 |